# Aleksiej Dmitrik
Aleksiej Władimirowicz Dmitrik (ros. Алексей Владимирович Дмитрик, ur. 12 kwietnia 1984 w obwodzie leningradzkim) – rosyjski lekkoatleta specjalizujący się w skoku wzwyż.

## Kariera sportowa
Na początku swojej kariery zdobył w 2001 roku tytuł mistrza świata juniorów młodszych. W 2002 zajął 14. miejsce w odbywających się na Jamajce mistrzostwach świata juniorów. 7 czerwca 2003 w Tule podczas memoriału Braci Znamieńskich ustanowił wynikiem 2,28 rekord Rosji juniorów – rezultat ten wyrównał trzy dni później w Bratysławie. Srebrny medalista mistrzostw Europy juniorów (Tampere 2003). Na mistrzostwach Europy młodzieżowców w 2005 był szósty. Odpadł w eliminacjach halowego czempionatu Starego Kontynentu w Birmingham (2007). W 2009 zdobył srebrny medal w halowych mistrzostwach Europy (ex aequo z Cypryjczykiem Kyriakosem Ioannou), a w 2010 wystąpił w finale mistrzostw Europy. Rosjanin jest wicemistrzem świata z Daegu (2011). W 2013 zdobył srebro na halowym czempionacie Europy w Göteborgu. Medalista mistrzostw Rosji oraz reprezentant kraju w pucharze Europy i drużynowych mistrzostwach Europy. 
Rekordy życiowe: stadion – 2,36 (23 lipca 2011, Czeboksary); hala – 2,40 (8 lutego 2014, Arnstadt) 6. wynik w historii światowej lekkoatletyki.

## Osiągnięcia
| Rok  | Impreza                                 | Miejsce    | Lokata            | Wynik |
| ---- | --------------------------------------- | ---------- | ----------------- | ----- |
| 2001 | Mistrzostwa świata juniorów młodszych   | Debreczyn  | 1. miejsce        | 2,23  |
| 2002 | Mistrzostwa świata juniorów             | Kingston   | 14. miejsce       | 2,05  |
| 2003 | Mistrzostwa Europy juniorów             | Tampere    | 2. miejsce        | 2,26  |
| 2005 | Superliga pucharu Europy                | Florencja  | 1. miejsce        | 2,30  |
| 2005 | Młodzieżowe mistrzostwa Europy          | Erfurt     | 6. miejsce        | 2,25  |
| 2007 | Halowe mistrzostwa Europy               | Birmingham | el. – 20. miejsce | 2,18  |
| 2009 | Halowe mistrzostwa Europy               | Turyn      | 2. miejsce        | 2,29  |
| 2010 | Mistrzostwa Europy                      | Barcelona  | 7. miejsce        | 2,26  |
| 2011 | Superliga drużynowych mistrzostw Europy | Sztokholm  | 2. miejsce        | 2,31  |
| 2011 | Mistrzostwa świata                      | Daegu      | 2. miejsce        | 2,35  |
| 2013 | Halowe mistrzostwa Europy               | Göteborg   | 2. miejsce        | 2,33  |
| 2013 | Superliga drużynowych mistrzostw Europy | Gateshead  | 6. miejsce        | 2,20  |
| 2013 | Mistrzostwa świata                      | Moskwa     | el. – 25. miejsce | 2,17  |
| 2014 | Mistrzostwa Europy                      | Zurych     | el. – 23. miejsce | 2,10  |
| 2015 | Halowe mistrzostwa Europy               | Praga      | el. – 12. miejsce | 2,24  |